# ماري عز الدين
ماري عز الدين (بالإنجليزية: Mary Ezzeddin) فنانة مصرية من مواليد يناير 1909، وهي مغنية وممثلة بدأت مشوارها الفني بالغناء في صالات الملاهي الليلية في أربعينيات القرن العشرين. اتجهت للتمثيل في السينما عام 1948 في فيلم «اليتيمتين» للمخرج حسن الإمام  حيث قامت بدور صغير (الراقصة سنية قطط التي رفضت الدعوة بالرقص في فرح عباس ونعمت (محمد علوان وفاتن حمامة) قبل أن يفشل الفرح).

## ماري عز الدين وعبد الحليم حافظ
أشتركت ماري عز الدين عام 1957، مع عبد الحليم حافظ في فيلم «لحن الوفاء»، وفي الفيلم يريد عبد الحليم أن يقول إنه هو القادم باللون الجديد من الغناء، وأن الطرب القديم عفا عليه الزمن، يختار عبد الحليم ماري عز الدين لتقدم تلك الأغنية التي يجب أن تكون خفيفة وساخرة أيضا، ويطلب من فتحي قورة أن يكتب الأغنية، ويعطيها للملحن إبراهيم حسين ليلحنها على النسق الموسيقي القديم، لتخرج في النهاية «الحلو في الفرندة»، ونجحت أغنيتها نجاحاً كبيراً لدرجة أنها كانت تذاع في الإذاعة، بل وظل الجمهور يتذكرها، بينما نسى البعض الفيلم التي غنت من خلاله.
بعد نجاح أغنية «الحلو في الفرندة» يقوم حليم بتصوير فيلم «دليلة»، ومرة أخرى يستخدم «ماري عز الدين» ويطلب من فتحي قورة أن يكتب الكلمات، وكانت الأغنية ستقدم بطريقتين، طريقة عبد الحليم، وطريقة الطرب القديم، ويلحنها كمال الطويل لتخرج أغنية «اللى انشغلت عليه»، وللمرة الثانية تنجح أغنية ماري عز الدين نجاحاً أكبر من أغنية عبد الحليم.
وواصلت العمل السينمائي حتى عام 1976. توفت ماري عز الدين في 19 سبتمبر 1980 عن عمر يناهز 71 سنة قدمت خلال فترة نشاطها الفني (28 سنة)عشرة مسرحيات و 44 فيلم.

## أهم أفلامها
فيلم «أيام شبابي» للمخرج جمال مدكور عام 1950 (قامت بدور مديرة الكازينو)
فيلم «بحبوح افندي» للمخرج يوسف معلوف عام 1954 (قامت بدور رتيبة)
فيلم «دليلة» للمخرج محمد كريم عام 1956 (قامت بدور المطربة سنية)  
فيلم «آه من حواء» للمخرج فطين عبد الوهاب عام 1962 (قامت بدور زوجة العم حشمت)
فيلم «زوجة ليوم واحد» للمخرج السيد زيادة عام 1963 (قامت بدور عليه هانم رستم - أم سهير)

## وصلات خارجية
- ماري عز الدين على موقع IMDb (الإنجليزية)
- ماري عز الدين على موقع الدهليز
- ماري عز الدين على موقع قاعدة بيانات الأفلام العربية
- ماري عز الدين على موقع الدهليز
- ماري عز الدين على موقع كاروهات

https://www.elmogaz.com/647591 ماري عز الدين
https://www.youtube.com/watch?v=tataYrpcmhU ماري عز الدين